# Elsa Wörmann
Elsa Myrna Maria Wörmann (* 10. Januar 1999 in Stockholm) ist eine schwedische Schauspielerin.

## Leben und Karriere
Wörmann wurde am 10. Januar 1999 in Stockholm geboren. Ihr Debüt gab sie 2018 in dem Film Beck – Den tunna isen. Anschließend war sie 2019 in der Serie De dagar som blommorna blommar zu sehen. Im selben Jahr wurde sie für die Fernsehserie Älska mig gecastet. Außerdem spielte Wörmann 2020 in White wall mit. Unter anderem trat sie in Udda veckor auf. Danach bekam sie 2021 eine Rolle in Eagles. 2022 setzte sie ihre Karriere in Heartbeats fort.
Neben Schwedisch und Englisch spricht sie auch noch Spanisch, Deutsch und Französisch.

## Filmografie
Filme
- 2018: Beck – Den tunna isen

Serien
- 2019: De dagar som blommorna blommar
- 2019: Älska mig
- 2020: White wall
- 2021: Udda veckor
- 2021: Eagles
- 2022: Heartbeats
- 2022: Nattryttarna